# Леманн, Карл (художник)
Карл Петер Леманн, Карл Петер Леман (швед. Carl Peter Lehmann; 10 октября 1794, Копенгаген, Дания —3 сентября 1876, Сигтуна, Швеция) — датско-шведский живописец. Портретист.

## Биография
Карл Петер родился в артистической небогатой семье. Его отец был музыкантом в бродячей театральной труппе, и, по-видимому, работал разнорабочим, хотя некоторые источники также описывают его как акробата. Художественный талант сына проявился, когда он рисовал декорации для выступлений труппы.
В молодости Карл Петер Леманн путешествовал с передвижным цирком, выступал акробатом. Занимался оформлением декораций.
В 1817 году художник женился на танцовщице по имени Софи Перши и покинул труппу, чтобы основать собственную школу живописи в Бергене (Норвегия) и подал заявление на получение там гражданства. Оно было предоставлено в 1820 году, и он управлял своей школой до 1826 года. Среди его учеников были Кнуд Андреассен Бааде и Иоахим Фрих.
С 1819 по 1825 год Леманн писал в основном пейзажи. Его первая выставка в Швеции состоялась в 1822 году. В 1826 году пейзажист Юхан Кристиан Даль совершил свое ныне знаменитое путешествие по Норвегии. Он, по-видимому, критически относился к работам Лемана. Это побудило Лемана начать вместо этого писать портреты, планируя переезд в Стокгольм. Как оказалось, он получил так много заказов, что ему пришлось отложить переезд. К 1827 году он написал около шестисот портретов.
Карл Леманн продолжал путешествовать, посетив Финляндию и Россию. В 1842 году он вернулся в Норвегию, по-видимому, работая дагерротипистом в Ставангере. В следующем году он выставил свой дагерротип в Бергене. Он окончательно обосновался в Сигтуне где-то в конце 1850-х годов. В эти годы художник вернулся к пейзажам и начал писать картины на мифологические сюжеты. Было подсчитано, что он написал в общей сложности более 4800 портретов. 136 картин им были проданы на аукционе в Стокгольме в 1877 году.
Работы Карла Леманна хранятся в Национальном музее Швеции, Гётеборгском художественном музее, Норвежском музее истории культуры, музее города Осло, музее города Евле и других, а также в частных коллекциях .

## Галерея
- Семейный портрет Людвига Боргстрёма. 1832. Холст, масло. Частное собрание
- Портрет Элизы Готер. Холст, масло. Частное собрание
- Портрет Амалии Софии, супруги Г. Вергеланна. 1842. Холст, масло. Норвежский музей истории культуры, Осло
- Портрет Генрика Арнольда Вергеланна. 1842. Холст, масло. Норвежский музей истории культуры, Осло
- Портрет архитектора Ханса Линстова. 1842. Холст, масло. Городской музей, Осло